# Forças de Operações Especiais da Rússia
As Forças de Operações Especiais das Forças Armadas da Federação Russa (em russo:  Силы специальных операций Российской Федерации, abrev.: em russo:  ССО ВС РФ), comumente conhecidas como Forças de Operações Especiais (em russo:  Силы специальных операций, translit.: Sily spetsial’nykh operatsiy - SSO) é uma unidade estrutural das Forças Armadas da Federação Russa especializados em operações especiais, cuja formação começou em 2009 durante uma reforma em grande escala das Forças Armadas Russas que teve início em 2008.
Segundo seu idealizador, o Chefe das Forças Armadas Valeri Gerassimov, o SSO foi projetado como uma unidade estrutural de nível estratégico, cujas missões principais seriam intervenções estrangeiras, incluindo contraproliferação, operações de defesa interna e realização das operações especiais mais complexas e missões clandestinas para proteger os interesses da Federação Russa.
Anteriormente as unidades de operações especiais militares era a GRU Spetsnaz, unidades das forças armadas que eram subordinadas ao Departamento Central de Inteligência (GRU). Apesar de ter sido parte da SSO brevemente em 2010, as duas unidades são separadas com missões distintas.

## Galeria

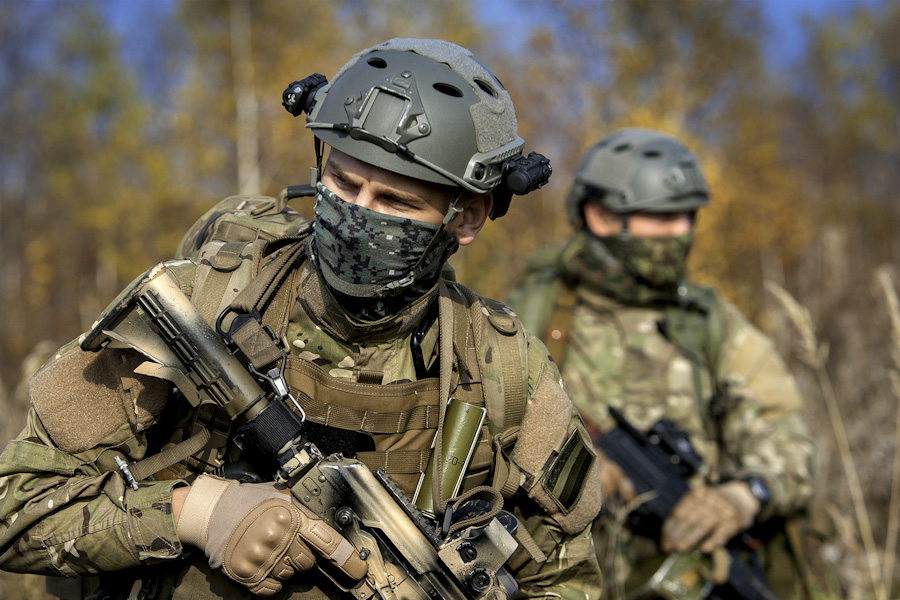
Soldados das Forças de Operações Especiais
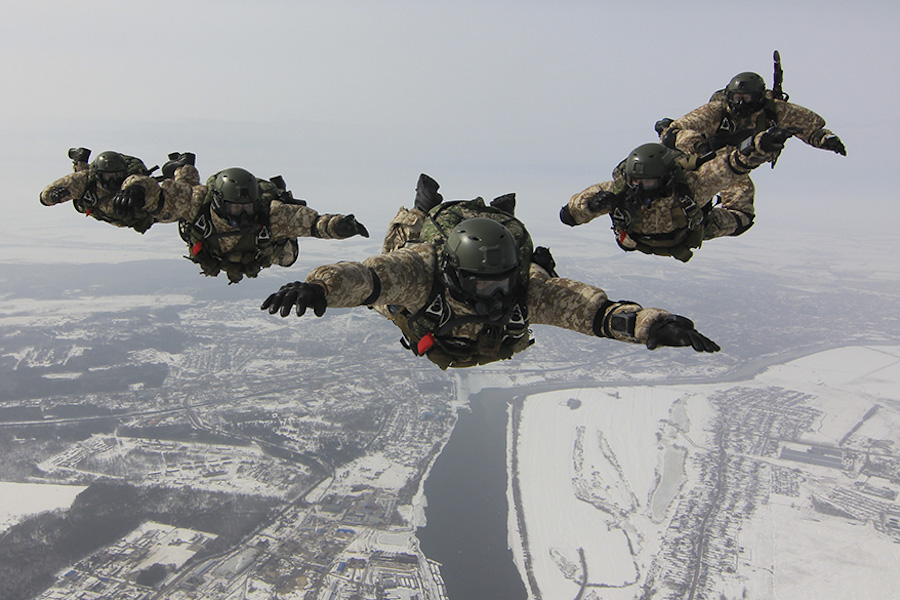
Militares das Forças Especiais realizando um salto HALO
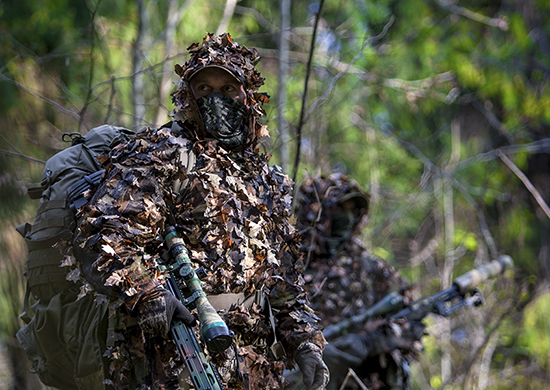
Soldados com um Traje Ghillie
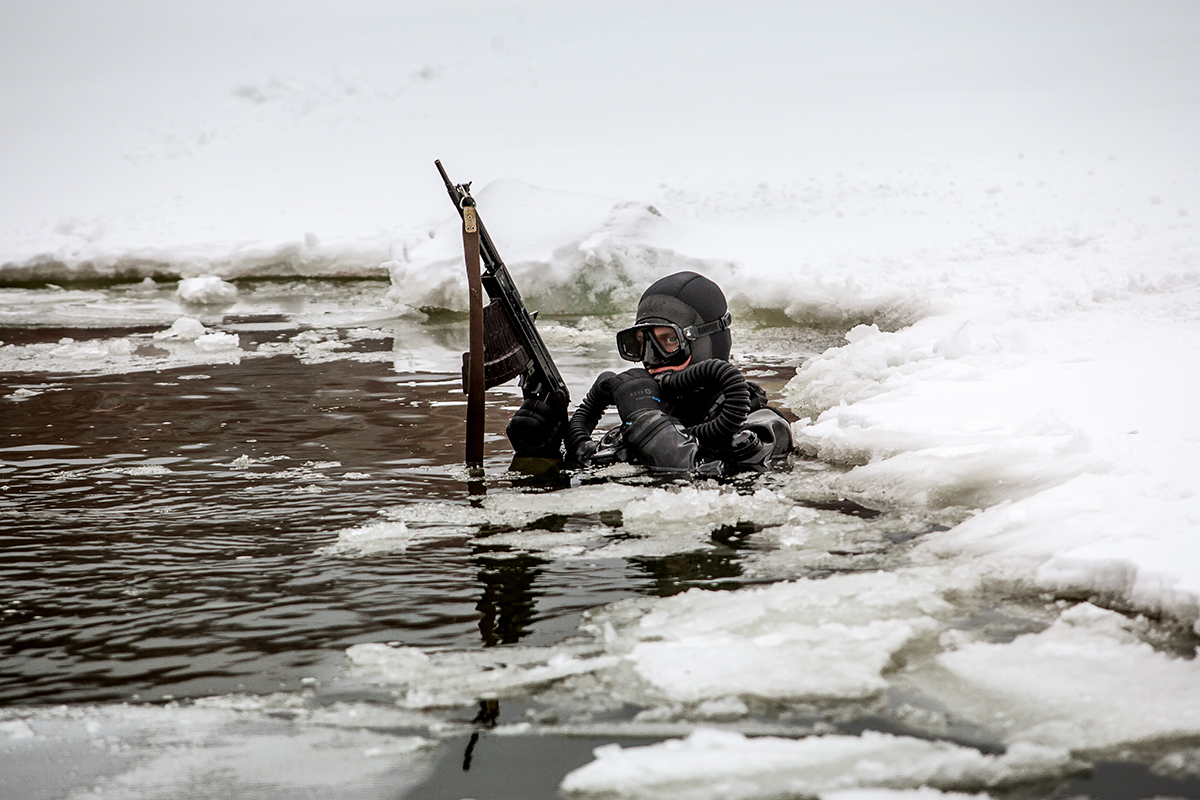
Mergulhador de combate em um exercício
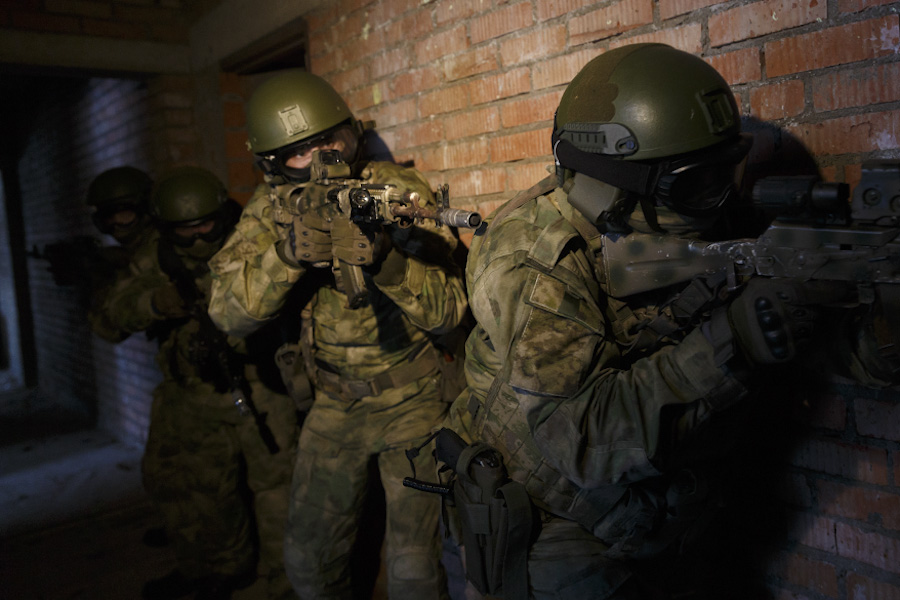
Soldados em treinamento de combate em ambientes confinados
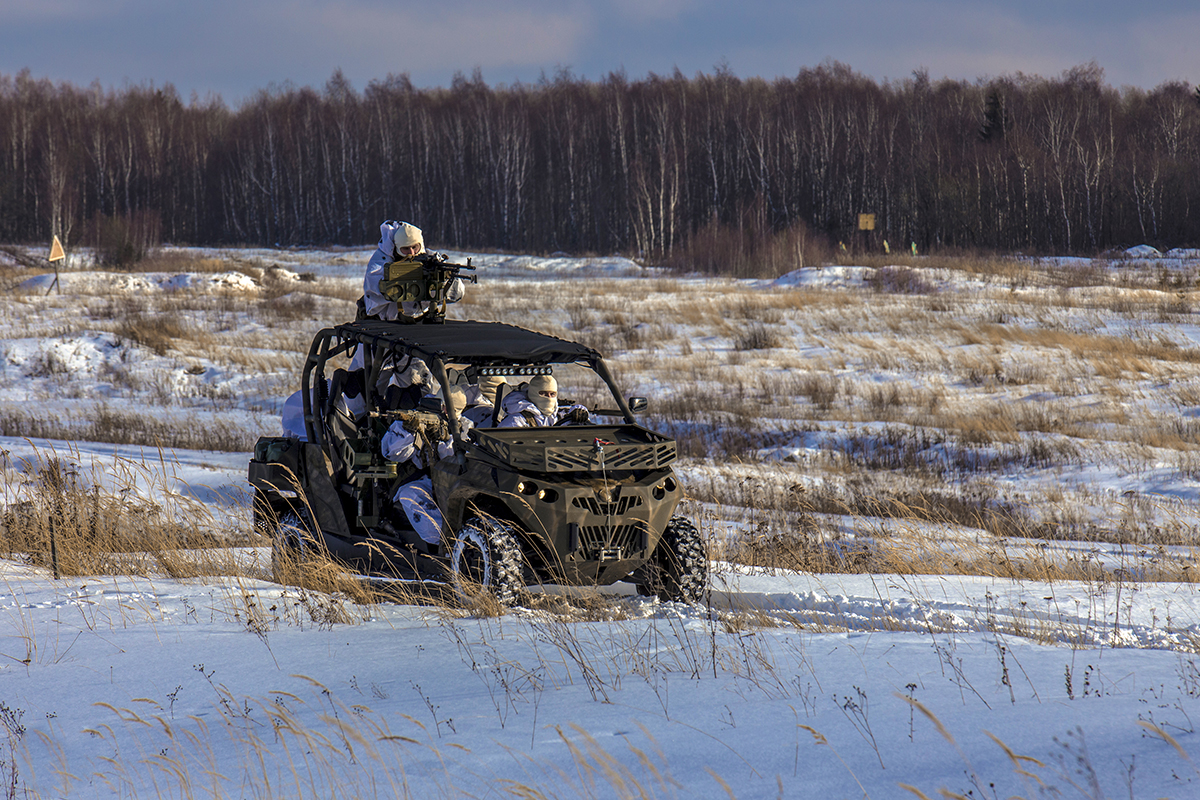
Veículo de reconhecimento